# Андреевка (Суражский район)
Андреевка — деревня в Суражском районе Брянской области в составе Влазовичского сельского поселения.

## География
Находится в северо-западной части Брянской области на расстоянии приблизительно 10 км на запад по прямой от районного центра города Сураж.

## История
Основана в середине XVIII века Гудовичами (позднее в их владении). До 1781 года входила в Суражскую сотню Стародубского полка. В середине XX века работал колхоз «Красный богатырь». В 1859 году здесь (деревня Суражского уезда Черниговской губернии) учтено было 7 дворов, в 1892—80.

## Население
Численность населения: 92 человека (1859 год), 523 (1892), 109 человек (русские 96 %) в 2002 году, 113 в 2010.